# 東京都立豊島病院
東京都立豊島病院（とうきょうとりつ としまびょういん）とは、東京都板橋区栄町にある医療機関である。

## 沿革
- 1897年（明治30年）9月9日 - 北豊島郡板橋町、王子村、滝野川村、巣鴨町、上板橋村、巣鴨村、高田村、長崎村、中新井村の9町村が伝染病院の設置を目的とした町村組合を設立する[3]。
- 1898年（明治31年）7月 - 板橋町大字下板橋字土合2017番地に病院を起工する。当時は茅葺屋根150坪弱の病舎であった[3]。
  - 同年10月21日 - 全工事が竣工し、板橋町外八ヶ町村組合伝染病院が開設される[3]。
- 1899年（明治32年）7月 - 志村、岩淵町、赤塚村、下練馬村の4町村が町村組合に加わり、板橋町外十二ヶ町村組合病院となる[3]。
- 1909年（明治42年）9月 - 大泉村、上練馬村、石神井村の3村が町村組合に加わり、板橋町外十五ヶ町村組合病院となる[3]。
- 1917年（大正6年）12月8日 - 板橋町下板橋字山中1886番地に新病院を起工する[3]。
- 1918年（大正7年）5月18日 - 日暮里町、三河島町、尾久村の3町村が組合に加わり、板橋町外十八ヶ町村組合となる[3]。
  - 6月5日 - 新病院が竣工する[3]。
  - 6月14日 - 病院名が豊島病院と改称される[3]。
- 1919年（大正8年）8月 - 組合事業を北豊島郡に引き継ぎ北豊島郡立豊島病院となる[3][4]。
- 1923年（大正12年）3月 - 郡制の廃止に伴って前述の19町村に南千住町を加えた北豊島郡全20町村が豊島病院町村組合を設立し、豊島病院の運営を行う[3][5]。
- 1930年（昭和5年）7月11日 - 板橋町1883番地に鉄筋コンクリート造3階建ての新病院が起工[3]。
- 1931年（昭和6年）10月25日 - 新病院が完成する[3]。
- 1932年（昭和7年）10月1日 - 北豊島郡内20町村が東京市に併合されたことで病院組合も東京市に移管され、東京市立豊島病院となる[4]。
- 1943年（昭和18年）4月 - 都制施行に伴い東京都立豊島病院となる[4]。
- 1945年（昭和20年）8月 - 内科、小児科、外科、皮膚科、泌尿器科、産婦人科、眼科、耳鼻咽喉科を設置する[4]。
- 1955年（昭和30年）6月 - 木造モルタル2階建ての普通科外来 診療棟を建設[4]。
- 1957年（昭和32年）8月 - 総合病院となる[4]。
- 1966年（昭和41年）11月 - 新館を竣工し、脳神経外科と未熟児センターを新設する[4]。
- 1970年（昭和45年）10月 - 緊急病棟竣工、心臓血管外科外来を新設[4]。
- 1980年（昭和55年）4月 - 総合歯科新設[4]。
- 1984年（昭和59年）3月 - 放射線RI棟設置[4]。
- 1995年（平成7年）4月 - 全面改築工事に伴い診療を休止する[4]。
- 1996年（平成8年）9月 - 全面改築工事着工[4]。
- 1999年（平成11年）3月 - 全面改築工事竣工[4]。
- 2003年（平成15年）4月 - 臨床研修指定病院となる[4]。
- 2008年（平成20年）1月 - 東京都災害拠点病院に指定される[4]。
- 2009年（平成21年）4月1日 - 経営を都から東京都保健医療公社に移管、財団法人東京都保健医療公社豊島病院となる[4]。
- 2010年（平成22年）8月 - 地域医療支援病院に指定[4]。
- 2012年（平成24年）4月 - 公社が財団法人から公益財団法人へ移行、公益財団法人東京都保健医療公社豊島病院となる[4]。
- 2022年（令和4年）7月1日 - 地方独立行政法人に移行し、東京都立豊島病院となる[4]。

## 診療科目
| - 循環器内科 - 呼吸器内科 - 消化器内科 - 神経内科 - 内分泌代謝内科 - 腎臓内科 - 血液内科 - 精神科 - 緩和ケア内科 - 小児科 - 感染症内科 - リハビリテーション科 - 救急科 | - 外科 - 整形外科 - 脳神経外科 - 形成外科 - 皮膚科 - 泌尿器科 - 産婦人科 - 眼科 - 耳鼻咽喉科 - 放射線科 - 歯科口腔外科 - 麻酔科 - 肛門外科 |

## 施設の機能
- 地域医療支援病院
- エイズ治療拠点病院
- 臨床研修指定病院
- 東京都指定二次救急医療機関
- がん診療連携協力病院
- 災害拠点病院
- 地域救急医療センター
- 東京都がん診療連携協力病院（大腸・胃）
- 精神科夜間休日救急診療
- 精神科患者身体合併症医療
- 周産期連携病院
- DPC対象病院

## 交通アクセス
- 東武東上線大山駅・中板橋駅から徒歩８分
- 都営地下鉄三田線板橋区役所前駅から徒歩12分
- 国際興業バス
  - 赤51 赤羽駅西口 - 本蓮沼駅-大和町-大山-熊野町-池袋4丁目- 池袋駅東口
  - 赤57 赤羽駅西口 - 本蓮沼駅-大和町-大山-日大病院で豊島病院下車すぐ。